# Nagyvendégi Elek
Nagyvendégi Elek (Szenc, Pozsony vármegye, 1790. április 12. – Veszprém, 1844. december 1.) piarista áldozópap és tanár.

## Élete
1808. október 9-én lépett a rendbe Trencsénben, 1811-13-ban Veszprémben a grammatikai osztályban tanított, 1814-15-ben Vácon bölcseletet, 1816-17-ben Nyitrán teológiát hallgatott. 1815. augusztus 26-án szentelték fel miséspappá. 
1818-19-ben Szentgyörgyön a III. grammatikai osztály tanára, 1820-ban Nagykárolyban magyar hitszónok, 1821-23-ban ugyanott a humaniorák I. osztály tanára, 1824-ben Besztercén a humaniorák I. és II. osztály tanára, 1825-26-ban Kolozsvárott ugyanazt tanította, 1827-ben a növendékek alkormányzója, 1828-30-ban Nagykárolyban lelkészi szolgálatot teljesített, 1831-34-ben Temesváron a humaniorák tanára, 1839-ben Szegeden papnevelő tanár, 1841-ben aligazgató, 1842-ben Nagykárolyban ugyanaz és az elemi iskolák hitszónoka, 1843-ban ugyanott helyettes tanár, úgyszintén 1844-ben Kalocsán. Azon évben Veszprémben vicerektor és lelkiatya volt.

## Munkája
- Örvendező versek, mellyeket Szabó Elek kegyes oskolák rendjéből nemes nevelő-ház és fő-oskolák előljárójának, nem különben díszes és érdemes gyülekezet tiszteletére el-válás ünneplésével szelid tudományok második esztendőbeli tanulói mély tisztelettel ajánlották Kolozsvárt 1825. Sz. Mihály havának 1. napján (Kolozsvár)